# Videbynäs
Videbynäs skall ej förväxlas med herrgården Vidbynäs i Turinge socken, Nykvarns kommun.

Videbynäs är en herrgård i Björnlunda socken, Gnesta kommun.
Videbynäs var tidigare en by om två mantal frälse med namnet Videby men blev vid mitten av 1600-talet säteri och fick då sitt nuvarande namn. Under lång tid låg det dock under Jakobsbergs säteri. Manbyggnaden var ett rödfärgat timmerhus i två våningar som troligtvis uppförts på 1700-talet. Denna del av herrgården brann ner den 8 oktober 2016. Som flyglar tjänstgör en bod och ett mindre bostadshus; här finns även en äldre timrad rödfärgad ekonomibyggnad.